# Ibros
Ibros è un comune spagnolo di 3 115 abitanti situato nella comunità autonoma dell'Andalusia.

## Geografia fisica
Il confine nordoccidentale è segnato dal Guadalimar.